# Nichols (Carolina del Sud)
Nichols és una població dels Estats Units a l'estat de Carolina del Sud. Segons el cens del 2000 tenia 408 habitants.

## Demografia
Segons el cens del 2000, Nichols tenia 408 habitants, 176 habitatges i 120 famílies. La densitat de població era de 113,3 habitants/km².
Dels 176 habitatges en un 17,6% hi vivien nens de menys de 18 anys, en un 44,3% hi vivien parelles casades, en un 19,3% dones solteres, i en un 31,8% no eren unitats familiars. En el 29,5% dels habitatges hi vivien persones soles el 13,6% de les quals corresponia a persones de 65 anys o més que vivien soles. El nombre mitjà de persones vivint en cada habitatge era de 2,32 i el nombre mitjà de persones que vivien en cada família era de 2,85.
Per edats la població es repartia de la següent manera: un 18,6% tenia menys de 18 anys, un 12,5% entre 18 i 24, un 22,3% entre 25 i 44, un 27,5% de 45 a 60 i un 19,1% 65 anys o més.
L'edat mediana era de 43 anys. Per cada 100 dones de 18 o més anys hi havia 76,6 homes.
La renda mediana per habitatge era de 41.597$ i la renda mediana per família de 43.393$. Els homes tenien una renda mediana de 30.000$ mentre que les dones 19.306$. La renda per capita de la població era de 18.092$. Entorn del 6,6% de les famílies i l'11,4% de la població estaven per davall del llindar de pobresa.

## Poblacions més properes
El següent diagrama mostra les poblacions més properes.